# هنري أولاف هوف
هنري أولاف هوف هو نقابي وسياسي نرويجي، ولد في 14 يوليو 1912، وتوفي في 25 يونيو 2011. نشط حزبياً في حزب العمال. وقد انتخب نائب عضو برلمان النرويج ‏ عن دائرة أوسلو ‏ وقد انضم خلال فترته النيابية ‏ (1954 – 1957) للكتلة البرلمانية Communist Party of Norway ‏.